# Brú na Bóinne
Brú na Bóinne (irski za "Palača Boyne") je skupina neolitskih spomenika u okrugu Meath, pokrajina Leinster u Irskoj, koji su izgrađeni oko 3.500-3.200 godine pr. Kr.; prije egipatskih piramida. To je najveći i jedan od najvažnijih megalitskih prapovijesnih arheoloških lokaliteta u Europi. Njegovi neoliski tumuli, menhiri i dolmeni su izgrađeni zahvaljujući poznavanju osnovnih astronomskih i znanstvenih spoznaja, što je najočitije na podzemnoj grobnoj dvorani Newgrange. 
Lokalitet okružuje rijeka Boyne s tri strane, a sa sjeverne strane njenom pritokom, rijekom Mattock. Tako da je potpuno okružen vodom i često se naziva i "Zavoj rijeke Boyne", što je nepravilan prijevod irskog naziva Brú na Bóinne što zapravo znači "Palača Boyne".
Lokalitet se sastoji od 40 podzemnih grobnih dvorana i drugih spomenika od kojih sz najpoznatiji koncentrirani na sjevernoj strani rijeke (Newgrange, Knowth i Dowth), koji su slavni i zbog velike kolekcije neolitskih umjetnina koje su pronađene tu. Ovi tumuli su građeni na zavoju rijeke i postoje dokazi da su izgrađeni od kamenja s još starijih građevina, poput mezolitskog kamenog oruđa. Također su posjećivani stoljećima poslije o čemu svjedoče grobni darovi iz brončanog, željeznog, rimskog doba, pa čak i srednjeg vijeka.
Središnji i najveći grobni humak Newgrange je poput druga dva velika humka (Knowth i Dowth) izgrađen u skladu s poravnanjem ravnodnevice (poput Stonehengea u Engleskoj), ali i drugi spomenici (Cloghalea kromleh, Townleyhall, Monknewtown, ritualno jezero i dr.) također imaju astronomski određenu topografiju.
Arheološki lokaliteti na zavoju Boyne upisan je 1993. godine na UNESCO-ov popis mjesta svjetske baštine u Europi kao trijumf ljudskog duha u ranoj ljudskoj povijesti u izoliranim mjestima. Oni su otprilike suvremenici mastaba arhajskog doba Egipta (prva i druga dinastija), zigurata u Sumeru, te stoljeće ili dva ranije od prvih gradova Harappa kulture u Indiji, te 500 god. od zlatnog doba Kineske povijesti. Neuobičajeno fine izrade za njihovo vrijeme, i s izuzetno bogatim nalazom dokaza, ti lokaliteti stoje kao vidljivi simbol dostignuća ranih naroda udaljenih od tradicionalnih središta civilizacije.
- Menhir iz Newgrangea
- Tumul u Newgrangeu
- Artefakti iz Newgrangea
- "Menhir sudbine" na brdu Tara
- Jedan od tumula u Knowthu
- Kromleh od debala u Knowthu
- Prolaz kroz glavnu grobnu komoru u Knowthu
- Niša tumula u Fourknocksu
- Dowth
- Loughcrew

## Poveznice
- Neolitska umjetnost
- Megalitska kultura

## Vanjske poveznice
- Službena stranica
- Portal doline Boyne